# 1973년 6월 30일 일식
1973년 6월 30일 일식은 달이 지구와 태양 사이를 지나면서 태양을 완전히 가리는 개기일식이다. 개기일식은 달의 시직경이 태양의 시직경보다 커서 태양을 다 가릴 수 있을 때 일어난다. 개기일식은 매우 좁은 지역에서만 관측 가능하며, 대부분의 다른 지역에서는 부분일식으로 관측된다. 이 일식은 사로스 주기 136에 속해 있다.
로스앨러모스 국립 연구소의 과학자들은 콩코드 여객기를 빌려 개기일식을 74분간 관찰하였다.